# Districtul Tsabit
Tsabit este un district din provincia Adrar, Algeria.